# اریک گوریت
اریک گوریت (انگلیسی: Éric Guérit؛ زادهٔ ۲۱ ژوئیهٔ ۱۹۶۴) بازیکن فوتبال اهل فرانسه است.
از باشگاه‌هایی که در آن بازی کرده‌است می‌توان به باشگاه فوتبال بوردو، باشگاه فوتبال کن، باشگاه فوتبال موناکو، و باشگاه فوتبال نیس اشاره کرد.